# خوسيه ماريا ألونسو
خوسيه ماريا ألونسو (بالإسبانية: José María Alonso Areyzaga)‏ هو لاعب كرة مضرب ومهندس إسباني، ولد في 28 سبتمبر 1890 في سان سيباستيان في إسبانيا، وتوفي في 4 مارس 1979 في قرطبة في الأرجنتين.

## وصلات خارجية
- خوسيه ماريا ألونسو على موقع رابطة محترفي التنس (الإنجليزية)
- خوسيه ماريا ألونسو على موقع الاتحاد الدولي لكرة المضرب (الإنجليزية)
- خوسيه ماريا ألونسو على موقع كأس ديفيز (الإنجليزية)
- خوسيه ماريا ألونسو على موقع خلاصة التنس.كوم (الإنجليزية)
- خوسيه ماريا ألونسو على موقع أوليمبيديا (الإنجليزية)